# André II du Kongo
Pour les articles homonymes, voir André II.
André II  du Kongo  (Mvizi a Lukeni en kikongo et D. André II) en portugais)  Manikongo du royaume du Kongo de 1825 à 1842.
Après la mort de Garcia V  du Kongo en 1830,  André II  issu d'une faction des Kinlaza de la branche nord nommée Kitumba Mvemba et qui était prétendant au trône depuis 1825, devient roi.  Il est détrôné en 1842 par Henrique  Fu Kia Ngo (c'est-à-dire: Costume de Léopard)  issu d'une nouvelle faction les Kivuzi formée par les Água Rosada et les Kinlaza du sud originaire de Mabinda.
André II réussit néanmoins à  maintenir partiellement son pouvoir dans la ville de Mbanza a Mputo à quelques distances de Mbanza-Kongo où sa cause est ensuite reprise par le prétendant Garcia (VI) Mbwaka Matu établi autour de Makuta et désigné sous le titre de « roi d'Ambriz » jusqu'à sa mort en 1880.  

## Source
- (en) John K. Thorton, « Mbanza Kongo/Sao Salvador :  Kongo's Holy City », dans David M. Anderson et Richard Rathbone (éd.), Africa's Urban Past, Oxford, James Currey, Portsmouth, Heinemann, 2000  (ISBN 978-0-325-00221-7), pp. 73-78.